# Dúo Sacapuntas

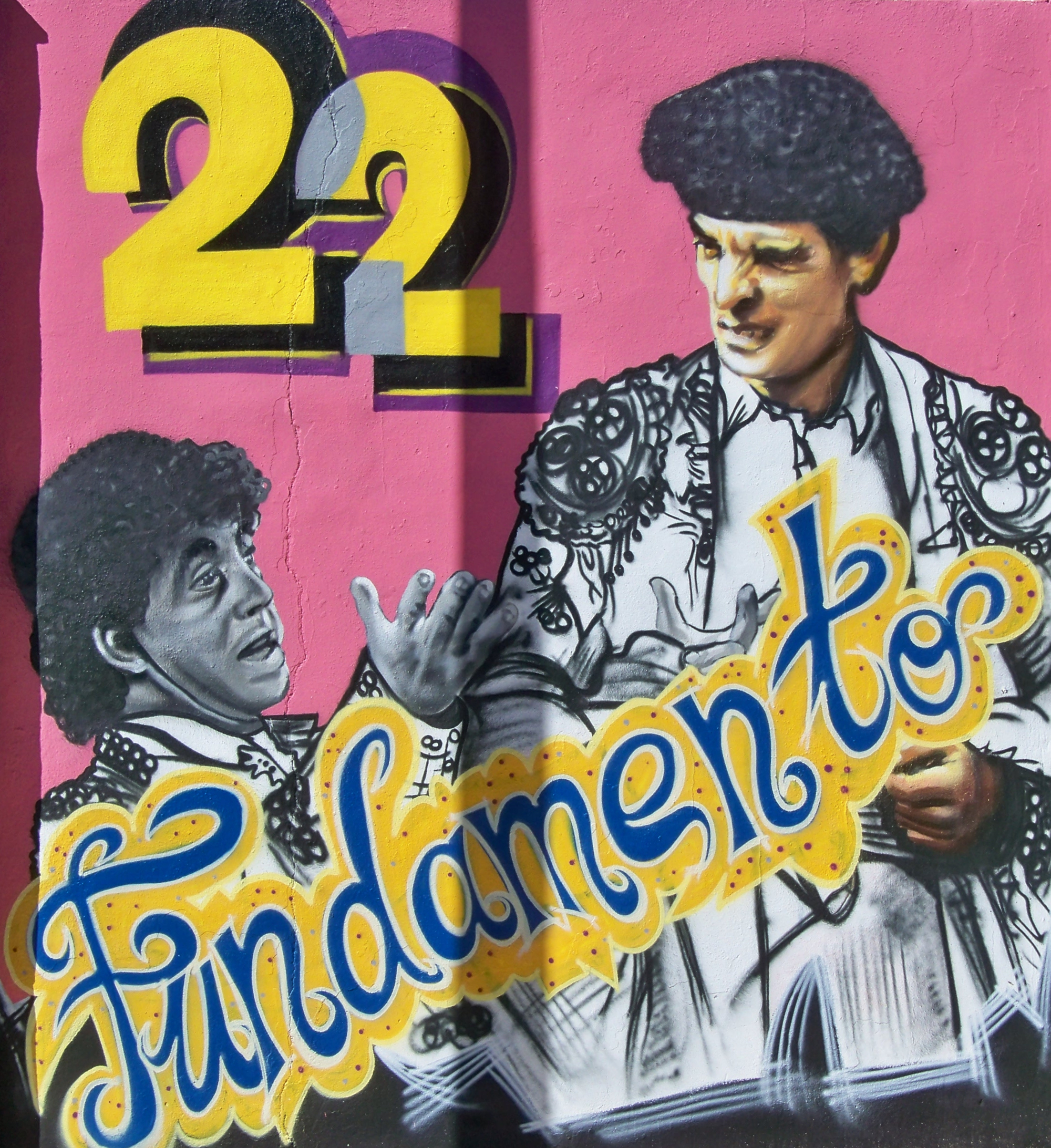
Grafiti del Dúo Sacapuntas en Málaga, España.

El Dúo Sacapuntas fue un dúo cómico español formado  por Juan Rosa (El Pulga) y Manolo Sarria (El Linterna) en la provincia de Málaga. Trabajaron juntos como humoristas durante 24 años: desde 1978 hasta el fallecimiento por infarto de Juan Rosa en 2002. Protagonizaron múltiples actuaciones, galas y sketchs. El nombre hacía referencia al llamativo contraste entre la elevada altura de Manolo Sarria y la escasa estatura de Juan Rosa.
Durante años trabajaron en diversos espectáculos en salas de fiesta y otros locales de ocio en la Costa del Sol.
La fama les llegó en 1987 cuando fueron seleccionados por Chicho Ibáñez Serrador para su concurso Un, dos, tres... responda otra vez en donde interpretaban a un torero, El Linterna (Manolo Sarria) y un monosabio, El Pulga (Juan Rosa). Sus latiguillos eran ¿Cómo estaba la plaza?... ¡Abarrotáaaaaa! y el 22, 22, 22.... Tanto en este como en otros sketches Sarria solía hacer el papel de un hombre colérico y Rosa el de una persona entre simplona y sarcástica que, abriendo mucho los ojos, aguantaba los golpes de su compañero cuando este terminaba perdiendo la paciencia.
En su papel cómico de toreros rodaron en 1987 su única película (directamente para vídeo) titulada Yo quiero ser torero y dirigida por Miliki.
Tras el fallecimiento de Juan Rosa Mateo en 2002, Manuel Sarria continúa como cómico con el nombre "Sacapuntas".